# スパータス
スパータス (Spartus Corporation) は、アメリカイリノイ州シカゴにある時計メーカー。かつてはカメラメーカーであった。

## 概要
1940年、スパータス社は、1934年頃に設立されたユーティリティ社を購入して、カメラ製造をシカゴに移転した。
1951年、スパータス社の以前の社長であったジャック・ガルター（Jack Galter）は新しい会社「ジャック・プロダクツ」を設立。
1952年、スパータス社の営業部長であったハロルド・ラビンは、自社であるスパータス社を購入し、その名称をハロルドへと変更した。
1960年に名称を再びスパータスに戻し、1964年頃には、時計製造へと移行した。
スパータス社は様々な会社名称を用いて同じ住所にてカメラ製造を行っていた（例:スペンサー、ファルコン）。

## 機種
- THE SPARTUS "35" MODEL 400（1947年発売開始）

箱に印字されたキャッチコピー
「F7.7 ACHROMAT LENS」「SIMPLE TO LOAD」「EASY TO PERATE」「OPTICAL EYE LEVEL VIEW FINDER」「USES STANDARD 35mm BLACK AND WHITE OR COLOR FILM」